# Pondus
Pondus är en norsk tecknad serie av Frode Øverli med egen serietidning i Sverige. Øverli började teckna serien 1995, och den har enligt uppgift gjort honom till den mest välbetalde nordiska serieskaparen.

## Seriefigurer
Pondus är gift med Bea (norska: Beate), till yrke sjuksköterska. De har två barn: Junior (norska: Påsan; på senare år har han kallats Kevin i den svenska versionen), en pojke i de yngre tonåren, samt Lillan (norska: Sneipen), yngsta barnet, i blöjåldern. Pondus är ett hängivet fan av fotbollslaget Liverpool FC och rockgruppen AC/DC. 
Pondus bäste vän Jocke (Leeds- och Kiss-fan) kom alltid hem med någon ny hemsk kvinna under seriens första år. Numera är han mer stadgad och har en son, Gordon (uppkallad efter Gordon Strachan), med Camilla som han av och till varit sambo med.
Andra figurer i serien är Jockes mamma Elsa som alltid bär morgonrock och hans tyska styvfar, dvärgen Günther, hunden Bjarne, Pondus före detta arbetskamrater Ivar och Hugo, svartrockaren Zlatan samt serietecknaren Roger.
Pondus arbetade under seriens första år som busschaufför, men han har senare tagit över baren "Elsas". Pondus tidigare arbetskamrater besöker dock ofta baren. På baren jobbar även den yppiga Ann-Sofie (norska: Turid-Laila) som bartender.

## Serietidning och syndikering
Den svenska månatliga serietidningen (startad 2001) har en upplaga på cirka 14 500 exemplar. I Norge är motsvarande upplaga (tidningen startades 2000) 125 000. Bland de andra serierna och enrutingarna i tidningen finns Kenneth Larsens Bästis (norska: Bestis; sedan 2017) samt material från Niklas Eriksson och Hans Lindström.
Pondus syndikeras totalt i ett trettiotal dagstidningar, i Norge, Danmark och Sverige.

## Mottagande och utmärkelser
Serien har blivit populär för sitt vardagsnära språk och humor, och den räknas som den mest populära av senare års norska tecknade serier. Skaparen Frode Øverli fick Adamsonstatyetten 2006.
Pondus har själv fått ge namn åt två olika utmärkelser, det norska Pondusprisen och det svenska Ponduspriset. Båda utdelas av seriens skapare i samarbete med respektive förlag i Norge och Sverige. Utmärkelserna utdelas till (norska respektive svenska) serieskapare för insatser inom strippserier och skämtserier.

## Albumutgivning (på svenska)

### Samlingsalbum
1. Pondus tar sig vatten över huvet! (2002)
2. Stora boken om Pondus (2004)
3. Pondus del tre (2006)
4. Division fyra (2008)
5. Pondus femma (2011)
6. Pondus 6 – Reservlagsserien (2012)
7. Pondus 7 - Grusade planer (2013)
8. Pondus 8 - Bortamatch (2014)

### Julalbum
- Julen 2007 (2007)
- Julen 2008 (2008)
- Julen 2009 (2009)